# 銀座教会

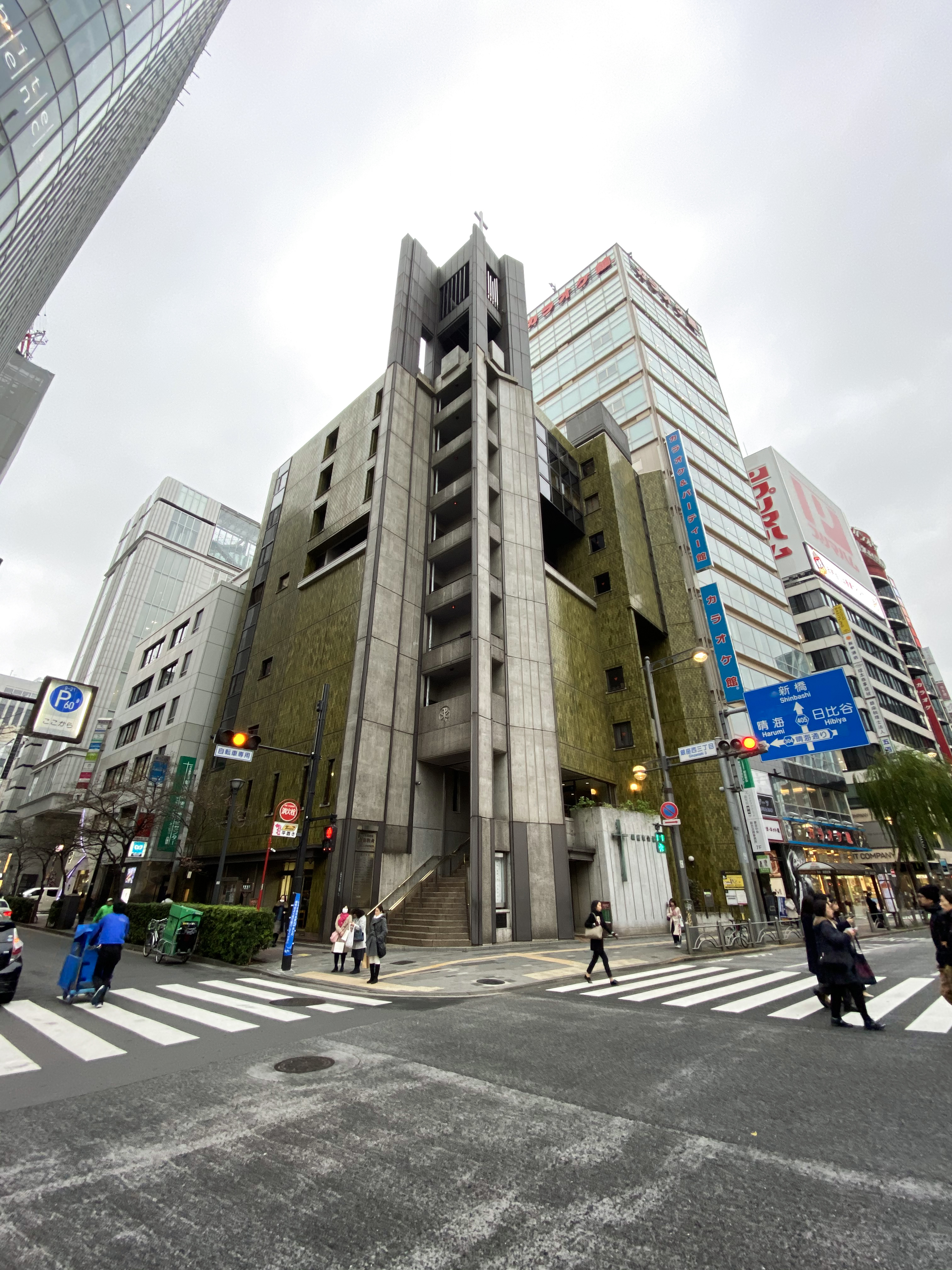
銀座教会堂ビル

銀座教会（ぎんざきょうかい）は、東京都中央区銀座にある、美以教会（メソジスト）系の日本基督教団に所属する教会である。
1890年7月23日、小方仙之助牧師により創立。
日本メソジスト日本橋教会、日本メソジスト安藤記念教会、日本メソジスト蒲田教会など多くの枝教会を産んだ。

## 歴史
- 1875年10月2日 - 築地美以教会、ジュリアス・ソーパー宣教師により京橋区築地赤石町で創立[3]。
- 1876年 - 築地美以教会、最初の会堂献堂[4]。
- 1879年 - カナダメソジスト築地教会創立[5]。
- 1879年12月26日 - 築地美以教会、火災により会堂と牧師館が焼失[5]。
- 1880年9月11日 - 築地美以教会、築地赤石町11番地に新会堂献堂。牧師館再建[5]。
- 1883年 - デイヴィッドソン・マクドナルド、築地教会講義所（後の鳥居坂教会）を設立。
- 1890年7月23日 - 日本美以教会第7回年会で銀座美以教会の設立が議決される。築地美以教会より70名が移されて教会が作られる。初代牧師に小方仙之助が就任する。
- 1893年3月 - 小方仙之助、 築地美以教会に転任[6]。
- 1893年4月 - 美山貫一牧師、名古屋メソジスト教会（現・日本基督教団名古屋中央教会）から転任。銀座美以教会の2代目牧師に就任する[6]。
- 1896年3月 - 美山貫一牧師、鎌倉に転任。鎌倉メソジスト教会（現・日本基督教団鎌倉教会）を創設する。
- 1896年4月 - 鵜飼猛牧師赴任。3代目牧師になる[7]。鵜飼猛牧師は3度赴任し通算25年務めている[7]。 山田寅之助赴任。
- 1902年 - 銀座美以教会と築地美以教会が合同し、中央美以教会となる[8]。
- 1906年4月 - 鵜飼猛牧師、鎌倉教会に転任[9]。
- 1907年 - カナダメソジスト築地教会と中央美以教会が合同し、日本メソジスト銀座教会となる[10]。
- 1907年5月 - 鵜飼猛牧師、再赴任。4代目牧師になる[9]。
- 1908年5月 - 鵜飼猛牧師、転任。山田寅之助牧師、5代目牧師になる[9]。
- 1910年3月 - 山田寅之助牧師、転任。鵜飼猛牧師、再赴任。6代目牧師になる[9]。
- 1912年1月20日 - 第二次会堂献堂[9]。
- 1917年2月 - 枝教会、日本メソジスト日本橋教会設立[1]。
- 1918年 - 枝教会、日本メソジスト安藤記念教会設立[2]。
- 1922年 - 枝教会、日本メソジスト蒲田教会設立[1]。
- 1923年3月 - 鵜飼猛牧師、鎌倉教会に転任[11]。萩原明牧師赴任。7代目牧師となる[12]。
- 1923年9月1日 - 関東大震災により、会堂焼失[12]。
- 1923年11月 - バラックの仮会堂を建てる[13]。
- 1924年3月 - 萩原明牧師、九段教会に転任[11]。吉岡誠明牧師赴任。８代目牧師となる[13]。
- 1927年4月 - 日本メソジスト日本橋教会、日本メソジスト銀座教会と合併[1]。
- 1928年6月10日 - 第三次会堂献堂[14]。
- 1933年3月 - 吉岡誠明、日本メソジスト教会伝道部長に転任[13]。
- 1933年4月16日 - 亀徳一男牧師赴任。９代目牧師となる。[15]
- 1934年4月 - 亀徳一男牧師関西学院に転任。伊崎清二牧師が１０代目牧師となる。[15]
- 1941年3月 - 伊崎清二牧師、日本メソジスト下谷教会に転任[16]。今井三郎牧師、日本メソジスト教会伝道局長から転任し、１１代目牧師となる[16]。三井勇牧師、横浜戸部教会より転任し、副牧師となる[17]。
- 1941年6月24日 - 日本基督教団の成立に伴い、日本基督教団銀座教会となる。
- 1942年3月10日 - 今井三郎牧師召天[18]。
- 1942年4月 - 三井勇牧師１２代目牧師となる[17]。
- 1945年1月27日 - 東京大空襲により会堂半焼[19]。
- 1946年11月 - 日本基督教団三田教会と日本基督教団青山教会が銀座教会に合併[20]。
- 1948年5月6日 - 鵜飼猛牧師召天[21]。
- 1951年12月2日 - 渡辺善太牧師、名誉牧師となる[22]。
- 1953年 - 会堂改修。階下をテナントとして、平和相互銀行が入居。[23]
- 1956年6月24日 - 三井勇牧師召天[24]。
- 1956年6月 - 鵜飼勇伝道師１３代目牧師となる[25]。
- 1978年7月26日 - 渡辺善太名誉牧師召天[22]。
- 1982年12月12日 - 第四次会堂献堂[26]。
- 1998年 - 長山 信夫が牧師に、林 牧人が副牧師に就任する。
- 2000年 - 林 牧人が洛北教会（京都市）に移る。
- 2006年5月19日 - 鵜飼勇牧師召天。
- 2017年 - 長山 信夫牧師が安藤記念教会に移り髙橋 潤が牧師に就任する。
- 2022年 - 川村 満が副牧師に就任。
- 2025年 - 岩田 真紗美が副牧師に就任。

## 歴代牧師
- 初代 小方仙之助 1890年7月23日 - 1893年3月
- 2代 美山貫一 1893年4月 - 1896年3月
- 3代 鵜飼猛 1896年4月 - 1906年4月
- 4代 鵜飼猛 1907年5月 - 1908年5月
- 5代 山田寅之助 1908年5月 - 1910年3月
- 6代 鵜飼猛 1910年3月 - 1923年3月
- 7代 萩原明 1923年3月 - 1924年3月
- 8代 吉岡誠明 1924年3月 - 1933年3月
- 9代 亀徳一男 1933年4月16日 - 1934年4月
- 10代 伊崎清二 1934年4月 - 1941年3月
- 11代 今井三郎 1941年3月 - 1942年3月10日
- 12代 三井勇 1942年4月 - 1956年6月24日
- 13代 鵜飼勇 1956年6月 - 1998年
- 14代 長山信夫 1998年 - 2017年
- 15代 髙橋潤 2017年 -